# Os de Balaguer
Os de Balaguer – gmina w Hiszpanii, w prowincji Lleida, w Katalonii, o powierzchni 135,03 km². W 2011 roku gmina liczyła 991 mieszkańców.